# セルミデ・エ・フェローニカ
セルミデ・エ・フェローニカ（伊: Sermide e Felonica）は、イタリア共和国ロンバルディア州マントヴァ県にある、人口約7,100人の基礎自治体（コムーネ）。
コムーネ統廃合 (it:Fusione di comuni italiani) により、フェローニカとセルミデが合併して2017年3月1日に発足した。

## 地理

### 位置・広がり

#### 隣接コムーネ
隣接するコムーネは以下の通り。括弧内のFEはフェラーラ県、ROはロヴィーゴ県、MOはモデナ県所属を示す。
- ボンデーノ (FE)
- カルト (RO)
- ボルゴカルボナーラ (カルボナーラ・ディ・ポー)
- カステルマッサ (RO)
- カステルノーヴォ・バリアーノ (RO)
- フィカローロ (RO)
- マニャカヴァッロ
- ミランドラ (MO)
- ポッジョ・ルスコ

### 気候分類・地震分類
気候分類では、zona E, 2355 GGに分類される。
また、イタリアの地震リスク階級 (it) では、zona 3 (sismicità bassa) に分類される。

## 行政

### 分離集落
セルミデ・エ・フェローニカには、以下の分離集落（フラツィオーネ）がある。
- Caposotto, Felonica, Malcantone, Moglia, Porcara, Quatrelle, S. Croce